# New Jersey (음반)
| 전문가 평가                   | 전문가 평가 |
| 평가 점수                     | 평가 점수   |
| 출처                          | 점수        |
| ----------------------------- | ----------- |
| AllMusic                      | [ 3 ]       |
| Kerrang!                      | (3.75/5)    |
| Rolling Stone                 | [ 5 ]       |
| The Rolling Stone Album Guide | [ 6 ]       |
| The Village Voice             | C+          |

《New Jersey》는 1988년 9월 19일, 머큐리 레코드를 통해 발매된 미국의 록 밴드 본 조비의 네 번째 스튜디오 음반이다. 이 음반은 브루스 페어번이 프로듀싱했고 캐나다 브리티시컬럼비아주 밴쿠버의 리틀 마운틴 사운드 스튜디오에서 녹음되었다.
이 음반은 밴드의 세 번째 음반 《Slippery When Wet》의 후속 음반으로, 8위에 데뷔한 후 발매 2주 만에 빌보드 200 차트에서 1위에 올랐으며 4주 연속 1위를 지켰다. 그것은 〈Bad Medicine〉과 〈I'll Be There for You〉를 포함하여 지금까지 하드 록/글램 메탈 음반에서 가장 많은 10개의 히트곡인 5개의 빌보드 핫 100 탑 10 히트곡을 냈다. 이 음반은 미국 음반 산업 협회에서 7배 플래티넘을 인증받았다. 또한 영국에서 1위로 데뷔했으며 이 밴드의 첫 번째 영국 1위 음반이었다. 《New Jersey》는 소비에트 연방 국영 음반사 "멜로디야"에 의해 발매되었는데, 이는 소련에서 공식적으로 발매된 첫 번째 미국 음반이다. 2014년 밴드의 데뷔 30주년을 기념하여 이 음반은 보너스 트랙으로 다시 포장되었다.

## 배경
이 음반은 Slippery When Wet Tour 직후에 녹음되었는데, 이는 밴드가 이 음반이 단순히 하나의 히트작이 아닐 것이라는 것을 증명하기를 원했기 때문이다. 이 음반은 처음에 더블 음반이 될 계획이었지만, 이 아이디어는 음반사에 의해 거절당했다. 왜냐하면 그들은 더 높은 가격대에 대해 회의적이었고 그들은 단 한 장의 음반만 발매하기로 결정했기 때문이다. 이 음반의 작업 제목은 《Sons of Beaches》로, 《Slippery When Wet》이라는 제목을 패러디했다.

## 곡 목록
| #   | 제목                      | 작사·작곡                            | 재생 시간 |
| --- | ------------------------- | ------------------------------------ | --------- |
| 1.  | 〈Lay Your Hands on Me〉  | 존 본 조비, 리치 샘보라              | 5:58      |
| 2.  | 〈Bad Medicine〉          | 본 조비, 샘보라, 데스몬드 차일드     | 5:16      |
| 3.  | 〈Born to Be My Baby〉    | 본 조비, 샘보라, 차일드              | 4:40      |
| 4.  | 〈Living in Sin〉         | 본 조비                              | 4:39      |
| 5.  | 〈Blood on Blood〉        | 본 조비, 샘보라, 차일드              | 6:16      |
| 6.  | 〈Homebound Train〉       | 본 조비, 샘보라                      | 5:10      |
| 7.  | 〈Wild Is the Wind〉      | 본 조비, 샘보라, 차일드, 다이앤 워런 | 5:08      |
| 8.  | 〈Ride Cowboy Ride〉      | 캡틴 키드, 킹 오브 스윙              | 1:25      |
| 9.  | 〈Stick to Your Guns〉    | 본 조비, 샘보라, 홀리 나이트         | 4:45      |
| 10. | 〈I'll Be There for You〉 | 본 조비, 샘보라                      | 5:46      |
| 11. | 〈99 in the Shade〉       | 본 조비, 샘보라                      | 4:29      |
| 12. | 〈Love for Sale〉         | 본 조비, 샘보라                      | 3:58      |

## 인증
| 국가                                                  | 인증        | 판매량/출하량 |
| ----------------------------------------------------- | ----------- | ------------- |
| 오스트레일리아 (ARIA)                                 | 2× 플래티넘 | 165,000       |
| 오스트리아 (IFPI 오스트리아)                          | 플래티넘    | 50,000*       |
| 캐나다 (뮤직 캐나다)                                  | 5× 플래티넘 | 500,000^      |
| 핀란드 (Musiikkituottajat)                            | 플래티넘    | 51,126        |
| 독일 (BVMI)                                           | 플래티넘    | 500,000^      |
| 이탈리아 (FIMI)                                       | 골드        | 100,000       |
| 일본 (RIAJ)                                           | 골드        | 332,000       |
| 멕시코 (AMPROFON)                                     | 골드        | 100,000^      |
| 뉴질랜드 (RMNZ)                                       | 플래티넘    | 15,000^       |
| 노르웨이 (IFPI 노르웨이)                              | 골드        | 50,000        |
| 스페인 (PROMUSICAE)                                   | 플래티넘    | 100,000^      |
| 스웨덴 (GLF)                                          | 골드        | 50,000^       |
| 스위스 (IFPI 스위스) 1989 certification               | 플래티넘    | 50,000^       |
| 스위스 (IFPI 스위스) 1998 certification               | 골드        | 25,000^       |
| 영국 (BPI)                                            | 2× 플래티넘 | 600,000^      |
| 미국 (RIAA)                                           | 7× 플래티넘 | 7,000,000^    |
| *판매량을 기반으로 한 인증 ^출하량을 기반으로 한 인증 |             |               |